# Іванівка (Гайсинський район)
Іва́нівка — село в Україні, у Дашівській селищній громаді Гайсинського району Вінницької області. Розташоване у гирлі річки Лохманиця (притока Білки) за 34 км на південний схід від міста Іллінці. Населення становить 132 особи (станом на 1 січня 2018 р.).

## Назва
7 червня 1946 року село Янишівка Дашівського району отримало назву «Іванівка» і Янишівську сільську раду названо Іванівською.

## Історія
12 червня 2020 року, відповідно розпорядження Кабінету Міністрів України № 707-р «Про визначення адміністративних центрів та затвердження територій територіальних громад Вінницької області», село увійшло до складу Дашівської міської громади.
19 липня 2020 року, в результаті адміністративно-територіальної реформи і ліквідації Іллінецького району, село увійшло до складу Гайсинського району.

## Населення

### Мова
Розподіл населення за рідною мовою за даними перепису 2001 року:
| Мова       | Кількість | Відсоток |
| ---------- | --------- | -------- |
| українська | 606       | 97.27%   |
| російська  | 16        | 2.57%    |
| румунська  | 1         | 0.16%    |
| Усього     | 623       | 100%     |

## Галерея

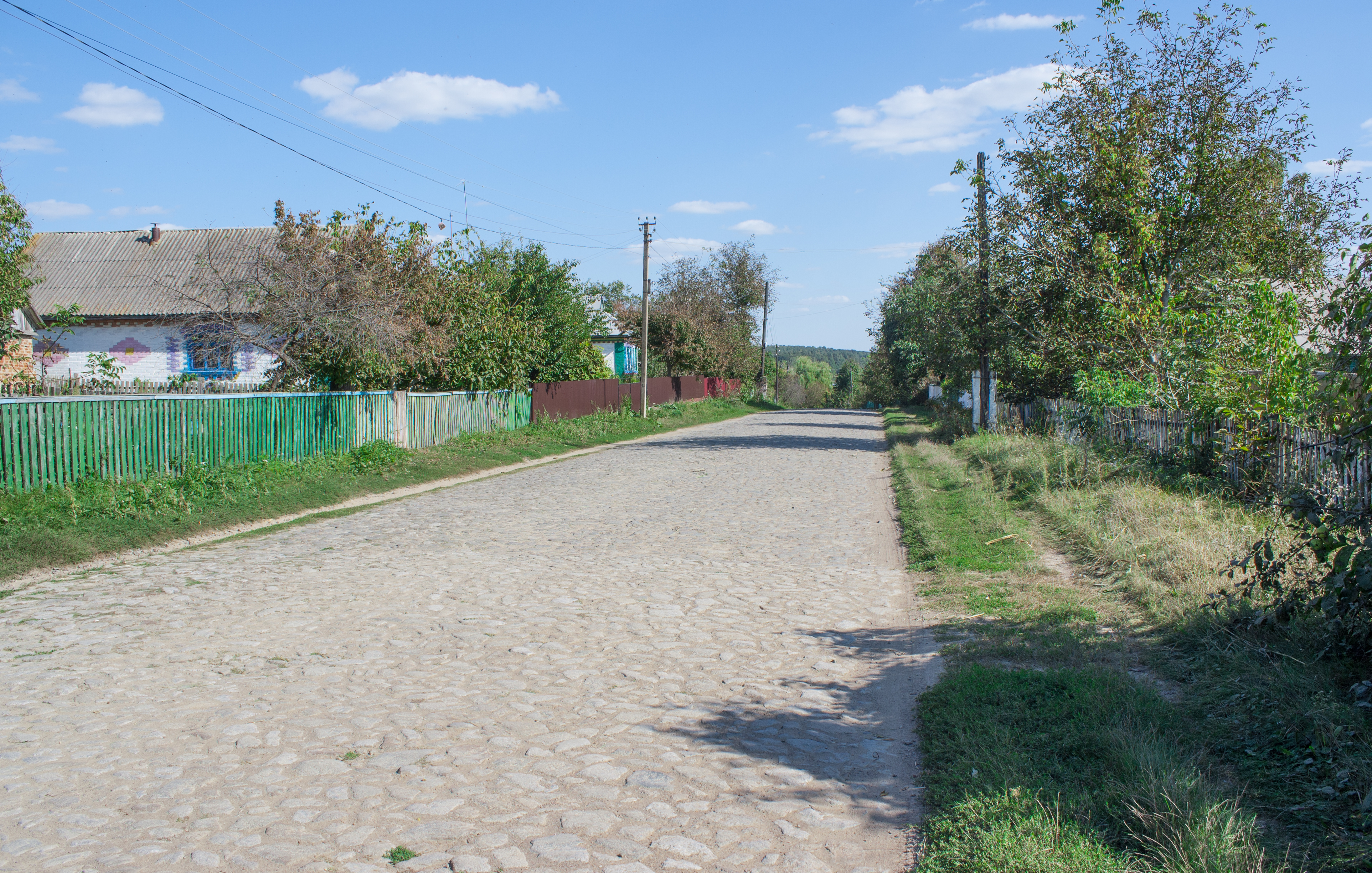
Вулиця
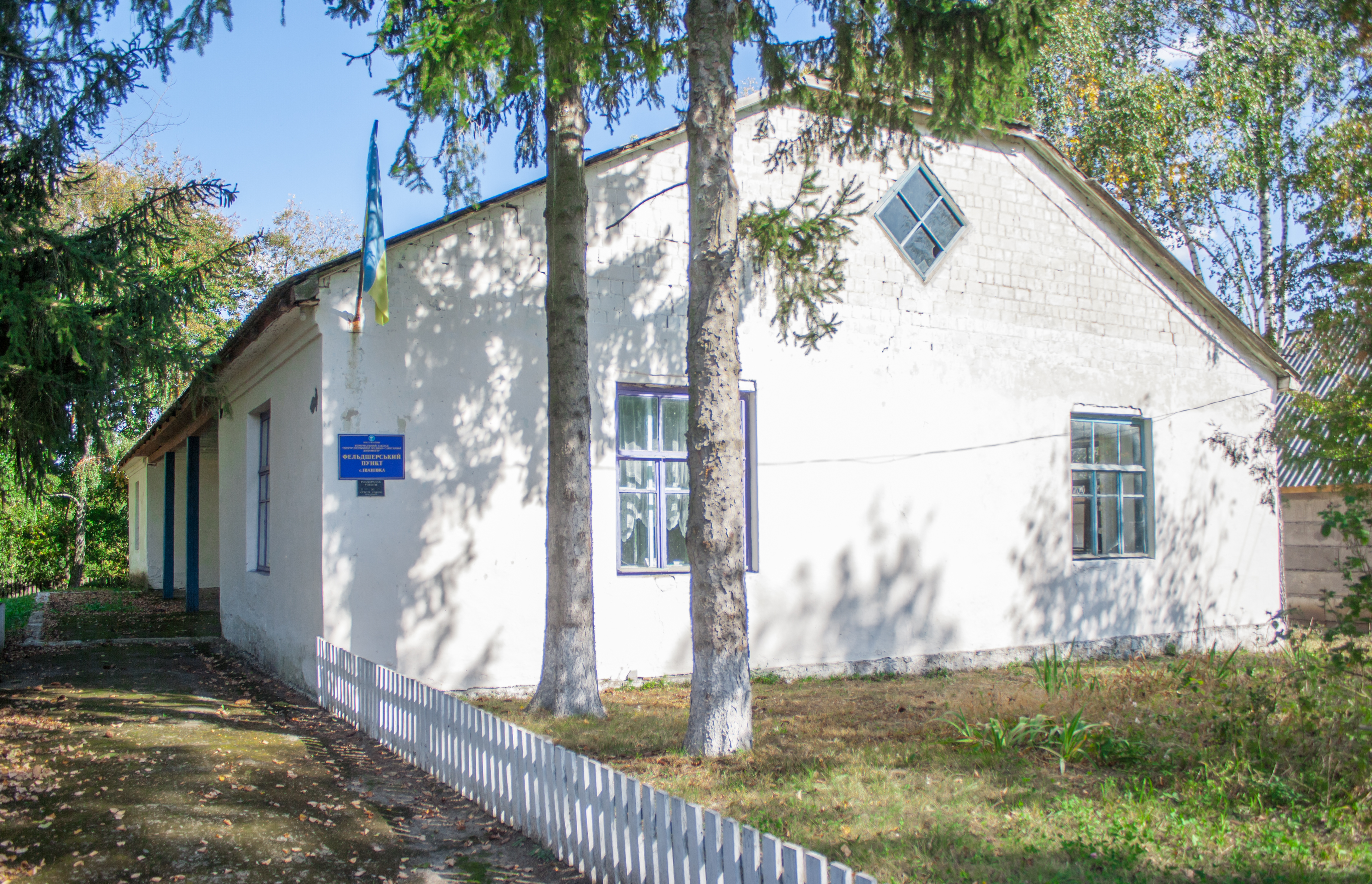
Фельдшерський пункт
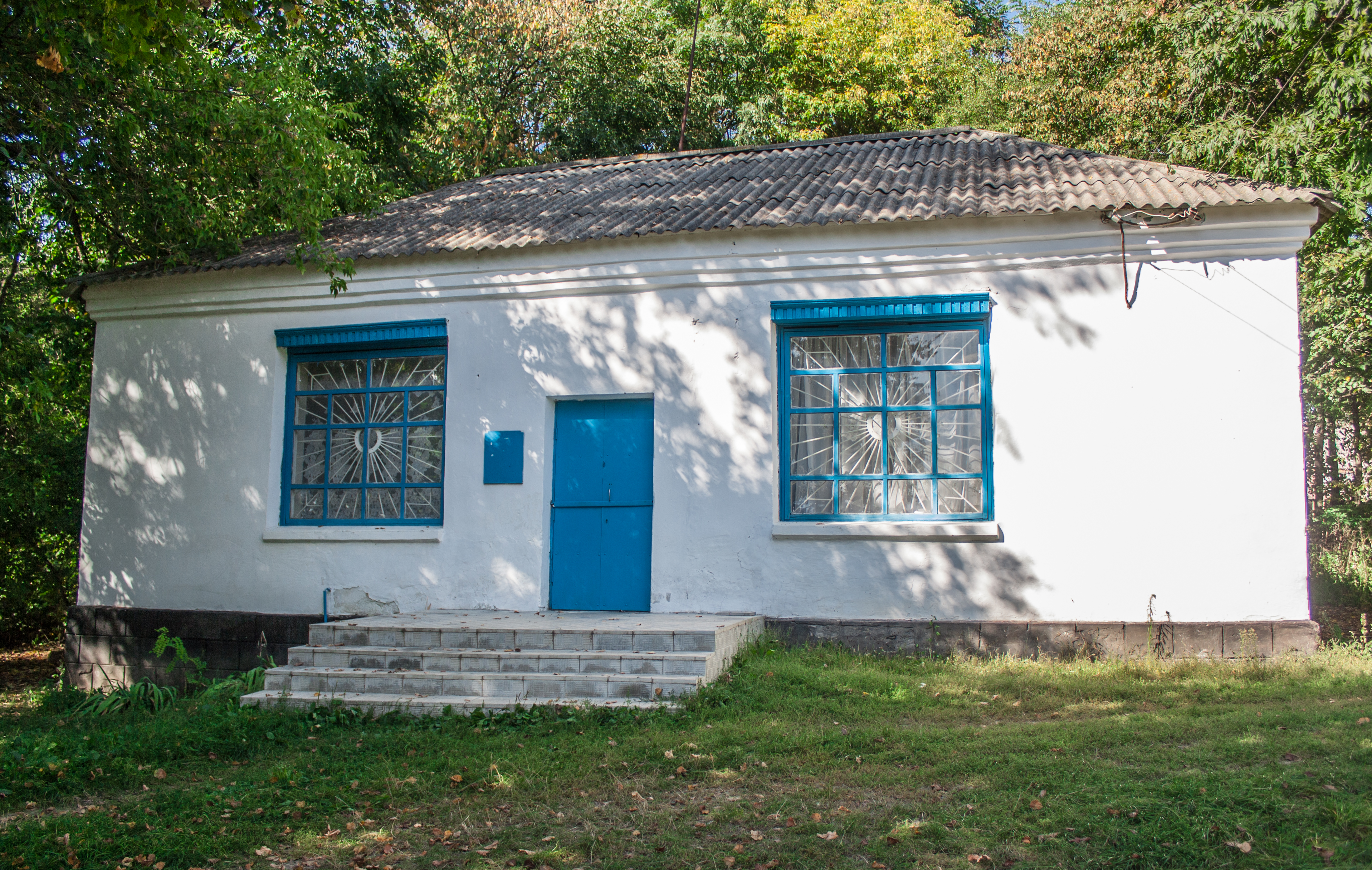
Магазин
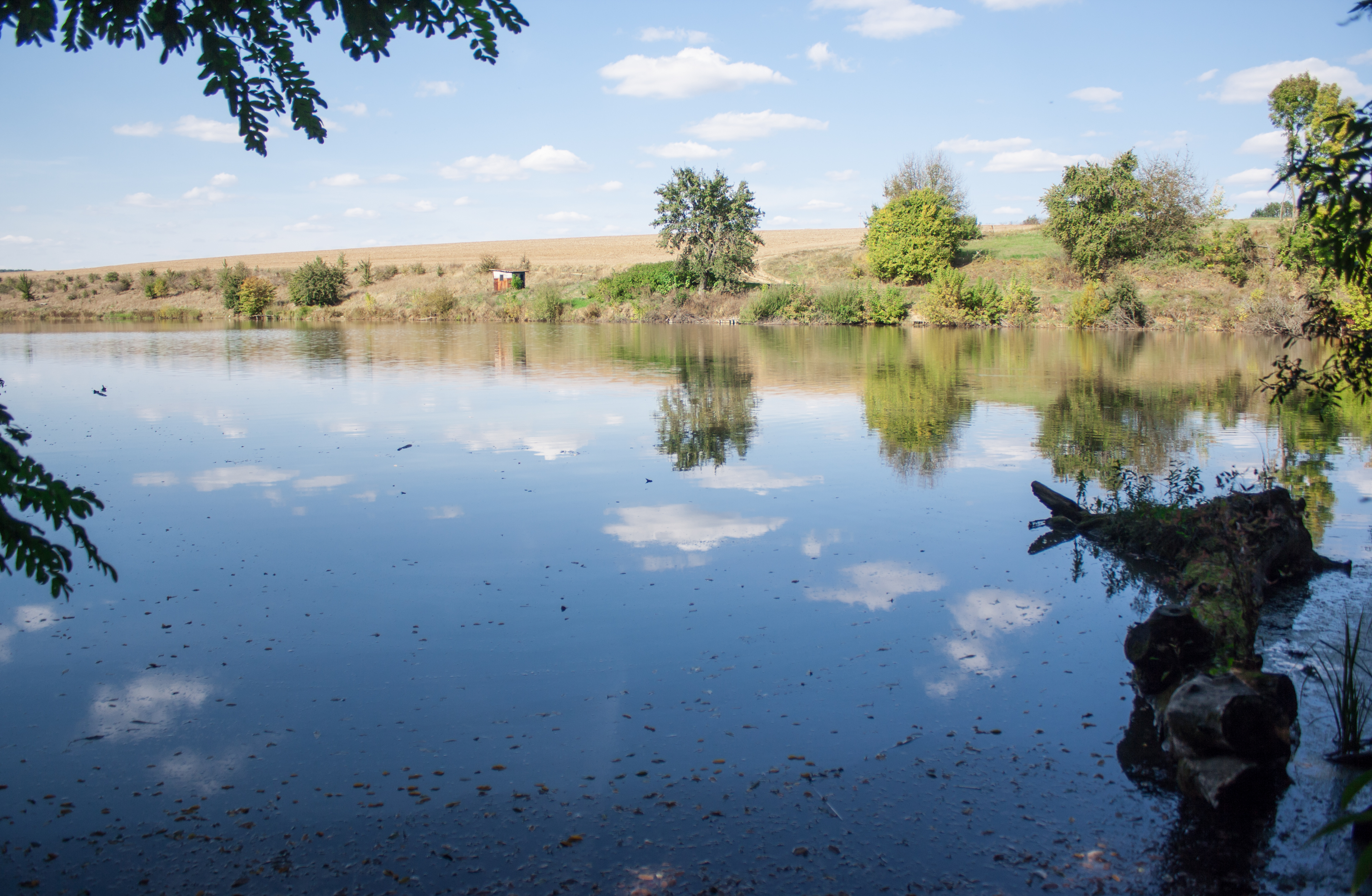
Ставок на річці Лохманиця